# Mazinghem
Mazinghem és un municipi francès situat al departament del Pas de Calais i a la regió dels Alts de França. L'any 2007 tenia 410 habitants.

## Demografia

### Població
El 2007 la població de fet de Mazinghem era de 410 persones. Hi havia 154 famílies de les quals 22 eren unipersonals (9 homes vivint sols i 13 dones vivint soles), 64 parelles sense fills, 64 parelles amb fills i 4 famílies monoparentals amb fills.
La població ha evolucionat segons el següent gràfic:
Habitants censats

### Habitatges
El 2007 hi havia 165 habitatges, 155 eren l'habitatge principal de la família, 1 era una segona residència i 9 estaven desocupats. Tots els 164 habitatges eren cases. Dels 155 habitatges principals, 135 estaven ocupats pels seus propietaris, 16 estaven llogats i ocupats pels llogaters i 4 estaven cedits a títol gratuït; 5 tenien dues cambres, 16 en tenien tres, 41 en tenien quatre i 93 en tenien cinc o més. 136 habitatges disposaven pel capbaix d'una plaça de pàrquing. A 55 habitatges hi havia un automòbil i a 79 n'hi havia dos o més.

### Piràmide de població
La piràmide de població per edats i sexe el 2009 era:
| Homes | Edats   | Dones |
| ----- | ------- | ----- |
| 0     | 95 o +  | 0     |
| 0     | 90 a 94 | 2     |
| 2     | 85 a 89 | 4     |
| 0     | 80 a 84 | 6     |
| 8     | 75 a 79 | 7     |
| 9     | 70 a 74 | 7     |
| 8     | 65 a 69 | 8     |
| 9     | 60 a 64 | 10    |
| 6     | 55 a 59 | 7     |
| 9     | 50 a 54 | 14    |
| 14    | 45 a 49 | 5     |
| 9     | 40 a 44 | 12    |
| 21    | 35 a 39 | 16    |
| 11    | 30 a 34 | 11    |
| 6     | 25 a 29 | 9     |
| 12    | 20 a 24 | 6     |
| 10    | 15 a 19 | 10    |
| 19    | 10 a 14 | 15    |
| 6     | 5 a 9   | 10    |
| 4     | 0 a 4   | 15    |

## Economia
El 2007 la població en edat de treballar era de 272 persones, 195 eren actives i 77 eren inactives. De les 195 persones actives 175 estaven ocupades (99 homes i 76 dones) i 20 estaven aturades (9 homes i 11 dones). De les 77 persones inactives 19 estaven jubilades, 29 estaven estudiant i 29 estaven classificades com a «altres inactius».

### Ingressos
El 2009 a Mazinghem hi havia 153 unitats fiscals que integraven 427 persones, la mediana anual d'ingressos fiscals per persona era de 17.862 €.

### Activitats econòmiques
Dels 11 establiments que hi havia el 2007, 5 eren d'empreses de construcció, 3 d'empreses de comerç i reparació d'automòbils, 1 d'una empresa d'hostatgeria i restauració, 1 d'una empresa de serveis i 1 d'una empresa classificada com a «altres activitats de serveis».
Dels 6 establiments de servei als particulars que hi havia el 2009, 3 eren guixaires pintors, 1 lampisteria, 1 empresa de construcció i 1 restaurant.
L'any 2000 a Mazinghem hi havia 5 explotacions agrícoles.

## Poblacions més properes
El següent diagrama mostra les poblacions més properes.